# Gagàrino (Tula)
|  | Per a altres significats, vegeu «Gagàrino». |

Gagàrino (en rus: Гагарино) és un poble de l'óblast de Tula, a Rússia, segons el cens del 2010 tenia 88 habitants.